# Pirttijärvi (sjö i Finland, Kajanaland, lat 64,03, long 30,22)
Pirttijärvi är en sjö i Finland. Den ligger i kommunen Kuhmo i landskapet Kajanaland, i den östra delen av landet, 500 km nordost om huvudstaden Helsingfors. Pirttijärvi ligger 202,9 meter över havet. Den är 9,8 meter djup. Arean är 86,4 hektar och strandlinjen är 7,44 kilometer lång. Sjön  ingår i Uleälvens huvudavrinningsområde.   Den ligger vid sjön Mäntyjärvi. I omgivningarna runt Pirttijärvi växer i huvudsak barrskog. Den sträcker sig 0,9 kilometer i nord-sydlig riktning, och 2,2 kilometer i öst-västlig riktning.